# Nemestrinus cinereus
Nemestrinus cinereus är en tvåvingeart som först beskrevs av Olivier 1810.  Nemestrinus cinereus ingår i släktet Nemestrinus och familjen Nemestrinidae. Inga underarter finns listade i Catalogue of Life.